# Ariulf
Ariulf je bil drugi vojvoda Spoleta, ki je vladal od leta 592 do svoje smrti, * ni znano, † 602.
Ariulf, ki je iz Spoleta obvladoval ključne točke ob Via Flaminia, ki je bila glavna povezava med Raveno in Rimom, je leta 592 presekal njeno utrjeno alternativo Via Amerina in osvojil nekaj bizantinskih mest. Zavzel je več trdnjav v Laciju in grozil Rimu. Papež Gregor I., odrezan od Ravenskega eksarhata, je bil na veliko nezadovoljstvo ravenskega eksarha Romana prisiljen z Ariulfom podpisati separatni mir. Eksarh Roman se je namreč imel za predstavnika  bizantinskega cesarja v Italiji in zato nadrejenega rimskemu papežu.  Ariulfovi uspehi so bili kretkotrajni. Eksarhova vojska je kmalu osvojila izgubljene utrdbe in Perugio in  očistila cestne povezave. 
Po porazu je Ariulf pomagal vojvodi Arehisu I. Beneventskemu oblegati Neapelj. Zmagal je v bitki pri Camerinu, kjer se mu je po trditvah Pavla Diakona   prikazal mučenec in spoletski heroj sveti Sabin. Njegova pomoč ga je spodbudila, da je prestopil v katoliško vero.

## Opomba
1. ↑  Datumi Ariulfovega vladanja so ali 591–601 ali 592–602.

## Vir
- Pavel Diakon. Zgodovina Langobardov. Prevajalci: Fran Bradač, Bogo Grafenauer in Kajetan Gantar. Založba Obzorja, Maribor, 1988. COBISS.SI-ID 3950592.

| Ariulf Rojen: ni znano Umrl: 602 |                             |                     |
| Vladarski nazivi                 |                             |                     |
| Predhodnik: Faroald I.           | Spoletski vojvoda 592 – 602 | Naslednik: Teodelap |